# Vetweefsel

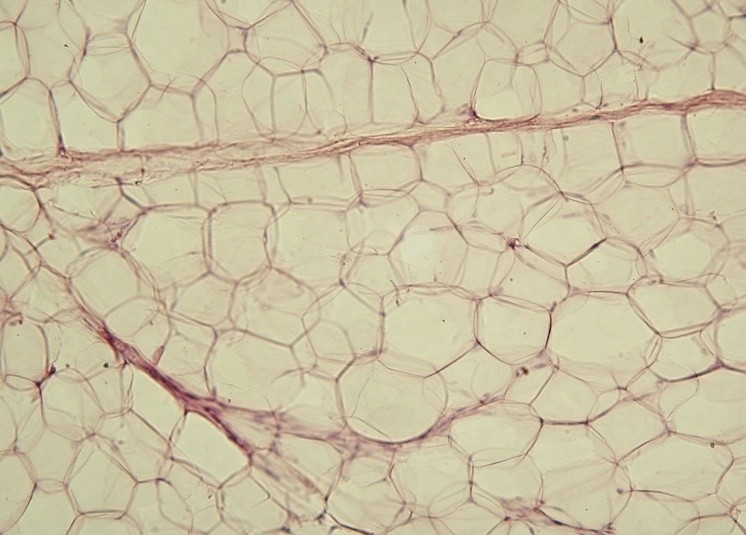
Vetweefsel

Vetweefsel is een type bindweefsel dat bestaat uit adipocyten, ook wel lipocyten of vetcellen genoemd, extracellulaire vloeistof, zenuwen en bloedvaten. De hoofdfunctie is energie in de vorm van vet opslaan, hoewel het ook beschermt en het lichaam isoleert. Het heeft een belangrijke endocriene functie in het produceren van hormonen zoals leptine, resistine en TNF-α. Wit vetweefsel komt het meeste voor, maar zoogdieren kunnen ook bruin vetweefsel hebben. De cellen die het vet opslaan worden adipocyten genoemd.
Het vetweefsel kan worden onderscheiden in onderhuids of subcutaan vetweefsel, visceraal vetweefsel rond interne organen, interstitieel vetweefsel tussen cellen en gele merg in het beenmerg. Het accumuleert in de huid op het diepste niveau, de onderhuidse laag, die zorgt voor isolatie van hitte en koude. Rond organen verstrekt het beschermende opvulling. Het functioneert ook als reserve van voedingsstoffen. Bij sterk zwaarlijvige personen hangt het bovenmatige vetweefsel van de buik naar beneden. Een panniculus compliceert chirurgie van morbide zwaarlijvigen en kan als 'schort van huid' achterblijven wanneer een sterk zwaarlijvig persoon het grootste deel van het bovenmatige gewicht verliest.
Het bovenmatige vettige weefsel op een mens wordt in de moderne wereld vaak als een esthetisch en medisch probleem beschouwd, in het geval van een medisch probleem obesitas. Vet werd daarentegen in vroegere tijden en wordt in andere maatschappijen als esthetisch ervaren. Personages op schilderijen van Rembrandt en vooral Rubens kunnen als zwaarlijvig worden beschouwd. De personages van de laatstgenoemden inspireerden soms de kwalificatie rubenesque als positieve verwijzing naar een vrouw met opmerkelijke hoeveelheden lichaamsvet. In Arabische landen, op de Noordpool en in inheemse en veel Latijns-Amerikaanse culturen geven veel mannen de voorkeur aan stevige of 'goed-gevoede' vrouwen. De meerderheid van de mannen in westerse, Oost-Aziatische en vele Oost-Afrikaanse culturen toont een voorkeur voor tengere vrouwen. Meer in het algemeen kan het vet, als resultaat van een hoge energieopname en een lage fysieke inspanning, gelden als aanwijzing voor rijkdom en voorrecht.
Tot de hormonen die door vetweefsel worden afgescheiden, behoren: 
- Adiponectine
- Angiotensine
- IL-6
- Leptine
- Oestradiol
- PAI-1
- Resistine
- TNF-α